# 斯基拉特
33°51′0″N 7°01′48″W / 33.85000°N 7.03000°W

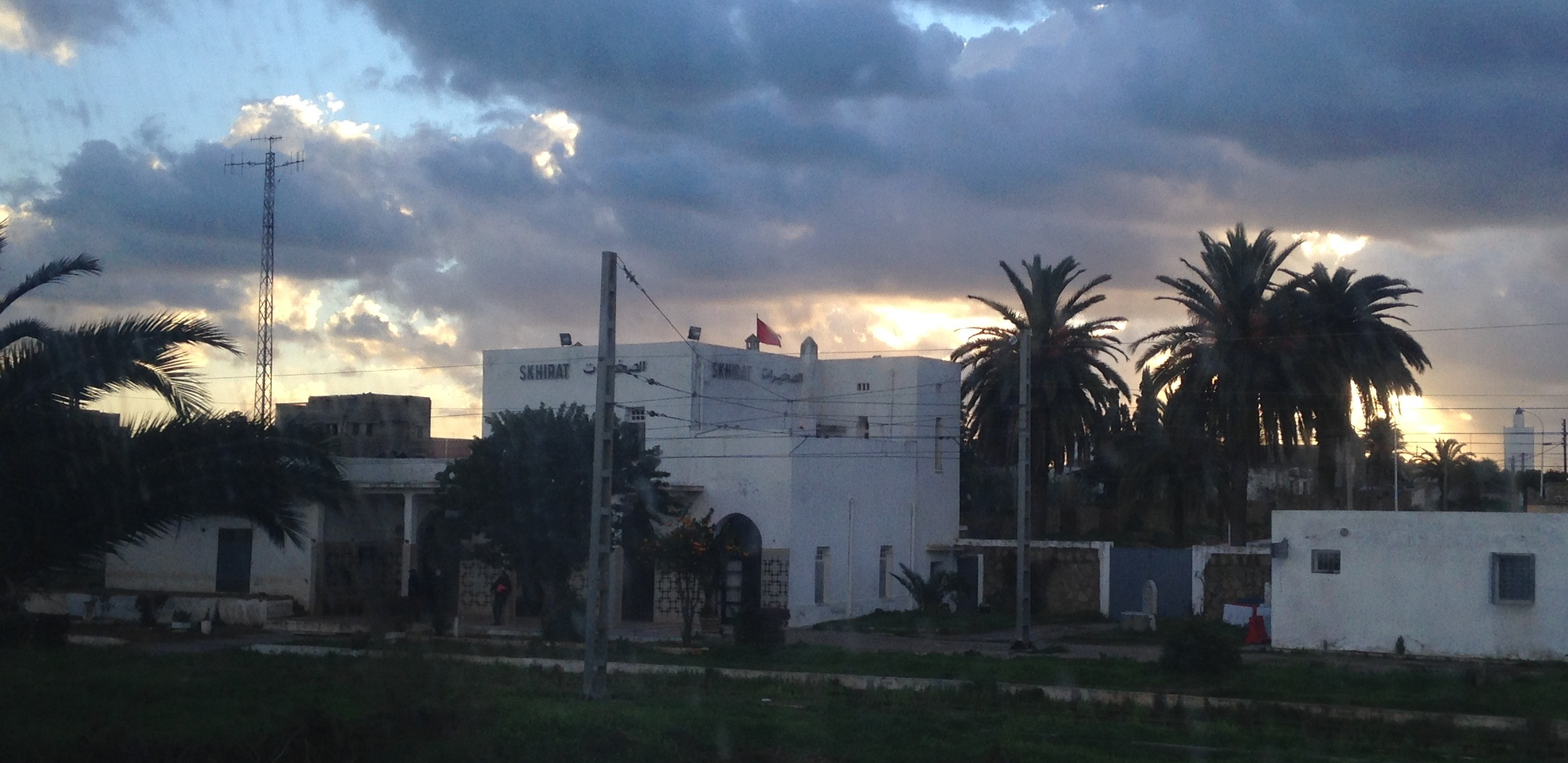
斯基拉特

斯基拉特（阿拉伯语：‎）是摩洛哥的城鎮，位於該國西北部，由拉巴特-塞拉-蓋尼特拉大區負責管轄，是斯基拉特-德馬拉省的首府，面積45平方公里，海拔高度61米，2014年人口59,775，人口密度每平方公里1,328人。